# غوري (جورجيا)
غوري أو جوري (جورجي:გორი) هي مدينة تقع في شرق جورجيا وتعتبر عاصمة منطقة شيدا كارتلي, بلغ عدد سكانها حسب إحصاء عام 2002م حوالي 49 ألف و 500 نسمة. تبعد غوري حوالي 76كم غرب العاصمة الجورجية تبليسي. من أشهر الأعلام الذين ولدوا في مدينة غوري جوزيف ستالين. تعاقبت على مدينة غوري العديد من الدول والحكومات من الفرس إلى العثمانيين الأتراك إلى الروس وغيرهم.

## المناخ
يظهر الجدول التالي التغييرات المناخية على مدار السنة لغوري:
| البيانات المناخية لـغوري          | البيانات المناخية لـغوري | البيانات المناخية لـغوري | البيانات المناخية لـغوري | البيانات المناخية لـغوري | البيانات المناخية لـغوري | البيانات المناخية لـغوري | البيانات المناخية لـغوري | البيانات المناخية لـغوري | البيانات المناخية لـغوري | البيانات المناخية لـغوري | البيانات المناخية لـغوري | البيانات المناخية لـغوري | البيانات المناخية لـغوري |
| الشهر                             | يناير                    | فبراير                   | مارس                     | أبريل                    | مايو                     | يونيو                    | يوليو                    | أغسطس                    | سبتمبر                   | أكتوبر                   | نوفمبر                   | ديسمبر                   | المعدل السنوي            |
| --------------------------------- | ------------------------ | ------------------------ | ------------------------ | ------------------------ | ------------------------ | ------------------------ | ------------------------ | ------------------------ | ------------------------ | ------------------------ | ------------------------ | ------------------------ | ------------------------ |
| متوسط درجة الحرارة الكبرى °م (°ف) | 3.4 (38.1)               | 5.1 (41.2)               | 9.7 (49.5)               | 16.3 (61.3)              | 21.6 (70.9)              | 25.0 (77.0)              | 27.5 (81.5)              | 27.6 (81.7)              | 23.3 (73.9)              | 17.6 (63.7)              | 10.5 (50.9)              | 5.4 (41.7)               | 16.1 (61.0)              |
| المتوسط اليومي °م (°ف)            | −1.0 (30.2)              | 0.4 (32.7)               | 4.6 (40.3)               | 10.2 (50.4)              | 15.3 (59.5)              | 18.8 (65.8)              | 21.4 (70.5)              | 21.4 (70.5)              | 17.1 (62.8)              | 11.8 (53.2)              | 5.8 (42.4)               | 1.1 (34.0)               | 10.6 (51.0)              |
| متوسط درجة الحرارة الصغرى °م (°ف) | −5.4 (22.3)              | −4.2 (24.4)              | −0.5 (31.1)              | 4.1 (39.4)               | 9.1 (48.4)               | 12.6 (54.7)              | 15.4 (59.7)              | 15.3 (59.5)              | 11.0 (51.8)              | 6.0 (42.8)               | 1.1 (34.0)               | −3.1 (26.4)              | 5.1 (41.2)               |
| الهطول مم (إنش)                   | 36 (1.4)                 | 34 (1.3)                 | 36 (1.4)                 | 53 (2.1)                 | 76 (3.0)                 | 72 (2.8)                 | 54 (2.1)                 | 49 (1.9)                 | 44 (1.7)                 | 55 (2.2)                 | 52 (2.0)                 | 42 (1.7)                 | 603 (23.6)               |
| المصدر: Climate-data.org          |                          |                          |                          |                          |                          |                          |                          |                          |                          |                          |                          |                          |                          |

## توأمة
لغوري (جورجيا) اتفاقيات توأمة مع كل من:
- لوتسك (23 أغسطس 2008 - )[7]
- اللد (1996 - )[8]

## أعلام
- كامو
- فازها تاركهنايشفيلي
- جورجي كانديلاكي
- جوزيف ستالين